# Rouvroy-sur-Audry
Rouvroy-sur-Audry è un comune francese di 580 abitanti situato nel dipartimento delle Ardenne nella regione del Grand Est.

## Società

### Evoluzione demografica
Abitanti censiti